# Taavi Rõivas
Taavi Rõivas (ur. 26 września 1979 w Tallinnie) – estoński polityk i samorządowiec, parlamentarzysta, w latach 2012–2014 minister spraw społecznych, w latach 2014–2016 premier Estonii.

## Życiorys
W 1997 został absolwentem szkoły średniej w Tallinnie, w 2002 ukończył studia ekonomiczne na Uniwersytecie w Tartu. W 1998 wstąpił do Estońskiej Partii Reform. Pracował krótko w prywatnym przedsiębiorstwie, następnie na stanowiskach doradcy w administracji rządowej. W 2005 został po raz pierwszy radnym miejskim Tallinna. W wyborach w 2007 uzyskał mandat posła do Zgromadzenia Państwowego (Riigikogu XI kadencji). W 2011 również wybrany do parlamentu na XII kadencję.
11 grudnia 2012 objął urząd ministra spraw społecznych w trzecim gabinecie Andrusa Ansipa. 14 marca 2014 prezydent Toomas Hendrik Ilves powierzył mu misję sformowania nowego rządu. Do nowej koalicji poza Estońską Partią Reform weszła Partia Socjaldemokratyczna. Przedstawiony przez niego gabinet uzyskał 25 marca wotum zaufania w Riigikogu, a 26 marca 2014 został zaprzysiężony, rozpoczynając tym samym urzędowanie. Również w 2014 został przewodniczącym Estońskiej Partii Reform.
W 2015 ponownie wybrany do parlamentu. Otrzymał misję utworzenia nowego gabinetu. Ostatecznie umowę koalicyjną podpisały Estońska Partia Reform, Partia Socjaldemokratyczna oraz centroprawicowy Związek Ojczyźniany i Res Publica. 8 kwietnia 2015 ogłoszono listę ministrów. Drugi rząd Taaviego Rõivasa rozpoczął urzędowanie 9 kwietnia tegoż roku po dokonaniu zaprzysiężenia. 9 listopada tegoż roku gabinet przegrał w parlamencie głosowanie nad wotum nieufności, gdy doszło do rozpadu koalicji. 23 listopada 2016 nowym premierem został Jüri Ratas. W styczniu 2017 na funkcji przewodniczącego partii zastąpił go Hanno Pevkur. Po odejściu z rządu był wiceprzewodniczącym parlamentu, zrezygnował jednak w październiku 2017, gdy zarzucono mu napastowanie seksualne podczas delegacji do Malezji. W 2019 utrzymał mandat deputowanego do Riigikogu na kolejną kadencję.

## Życie prywatne
Oprócz języka estońskiego deklaruje znajomość języków angielskiego, fińskiego i rosyjskiego. Jego partnerką życiową jest piosenkarka Luisa Värk, z którą ma córkę Miinę Rihannę.

## Odznaczenia
- Order Herbu Państwowego II klasy (2017)[14]